# Arvid Sandell
Arvid Sandell, född 3 februari 1926, död 11 juni 2010 i Lysekil, var under lång tid verksam som lektor i kemi vid Lunds universitet. Han var välkänd för sina underhållande föreläsningar. 
Han var son till stadsfiskal Elias Sandell och dennes hustru Sally, född Öhnberg. Efter realexamen i Lysekil tog han studenten i Uddevalla. Vid Lunds universitet disputerade han i fysikalisk kemi. Han var under sin tid vid Lunds universitet medförfattare till ett antal läroböcker i kemi.
Efter pensionen flyttade han tillbaka till Bohuslän. Där ägnade han sig åt lokalhistoria, bl.a. var han med och bildade Sällskapet Strömstierna och var dess ordförande de första fem åren.